# Пескароло ед Унити
Пескароло ед Унити (итал. Pescarolo ed Uniti) је насеље у Италији у округу Кремона, региону Ломбардија.
Према процени из 2011. у насељу је живело 1164 становника. Насеље се налази на надморској висини од 47 м.

## Становништво
Према резултатима пописа становништва 2011. у општини је живело 1.608 становника.
| 1931. | 1936. | 1951. | 1961. | 1971. | 1981. | 1991. | 2001. | 2011. |
| ----- | ----- | ----- | ----- | ----- | ----- | ----- | ----- | ----- |
| 2.694 | 2.681 | 2.657 | 2.169 | 1.671 | 1.485 | 1.437 | 1.485 | 1.608 |